# Museu Inacabat d'Art Urbà
El Museu Inacabat d'Art Urbà, més conegut com el MIAU, és una col·lecció d'intervencions d'art urbà realitzada a les façanes dels edificis de la localitat de Fanzara (Alt Millars). Va iniciar-se en 2014, realitzant-se una edició cada any per a renovar les intervencions. En la primera edició 20 artistes van fer 44 obres diferents.

## Història
El MIAU va nàixer l'any 2014, quan el poble es va alçar contra la construcció d'una gran planta de residus tòxics. La idea inicial era fer únicament un mural, però hi havia tants artistes amb tantes ganes de participar-hi que se’n van fer 44. I d'una acció concreta es va passar a una cita anual. Els veïns s’hi van implicar, siga cedint els murs de les cases, allotjant els artistes, o bé amb tot de tasques necessàries per a un esdeveniment que creix cada any.
L'edició del 2024 no es va celebrar per una ordenança emesa per l'Ajuntament, del Partit Popular, que establia la censura prèvia als murals, com a resposta al mural que Elias Taño va pintar l'estiu del 2023 dedicat a la memòria històrica, i que el consistori volia retirar, cosa que l'organització va refusar. L'ordenança va ser retirada a instància del Síndic de Greuges i del Consell Valencià de Cultura, però l'ajuntament va retirar la subvenció al MIAU. Malgrat això, el 2025 es va reprendre l'activitat, seleccionant 11 dels 440 artistes de 40 països que es van presentar.

## Galeria

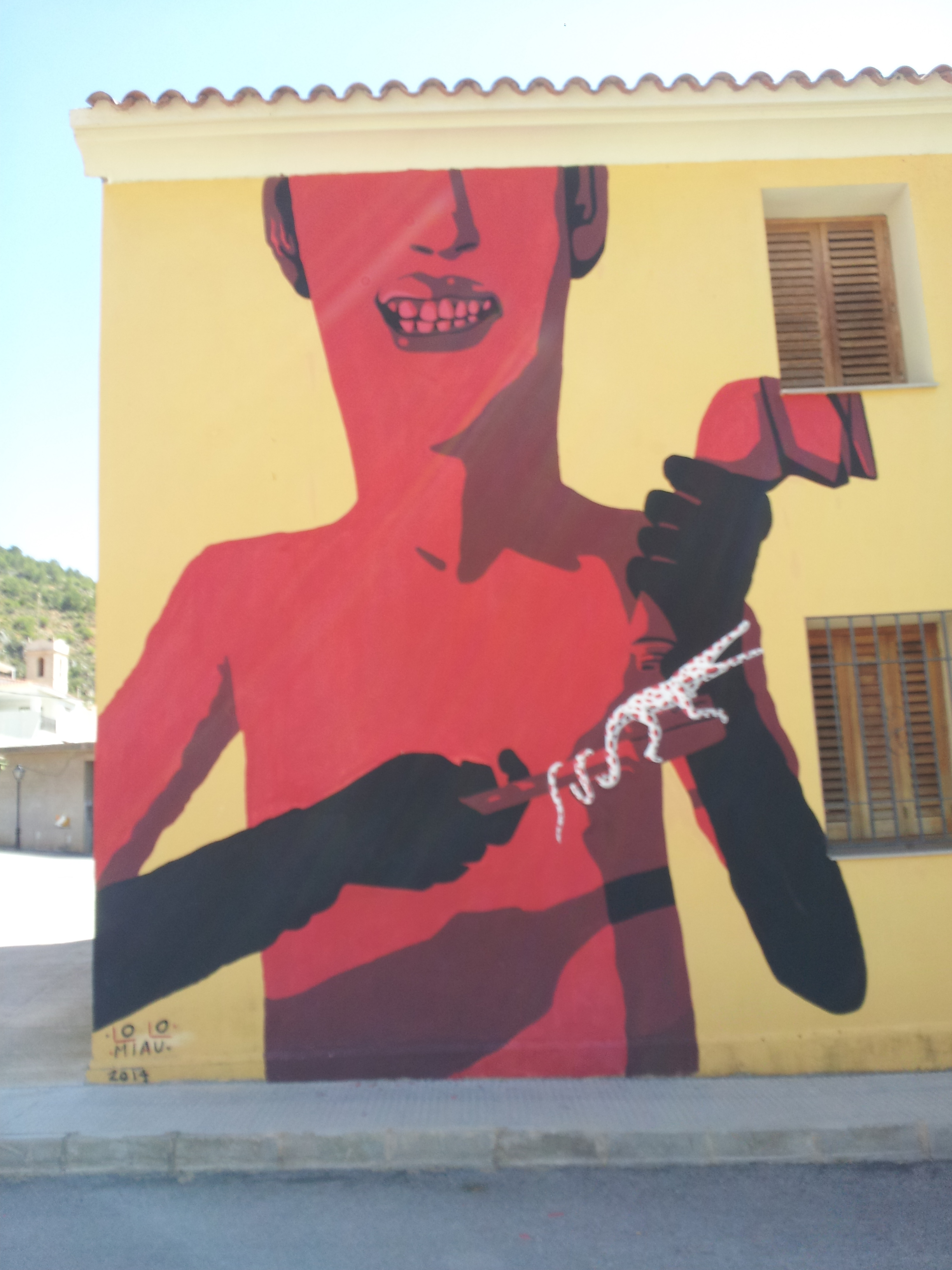
LOLO
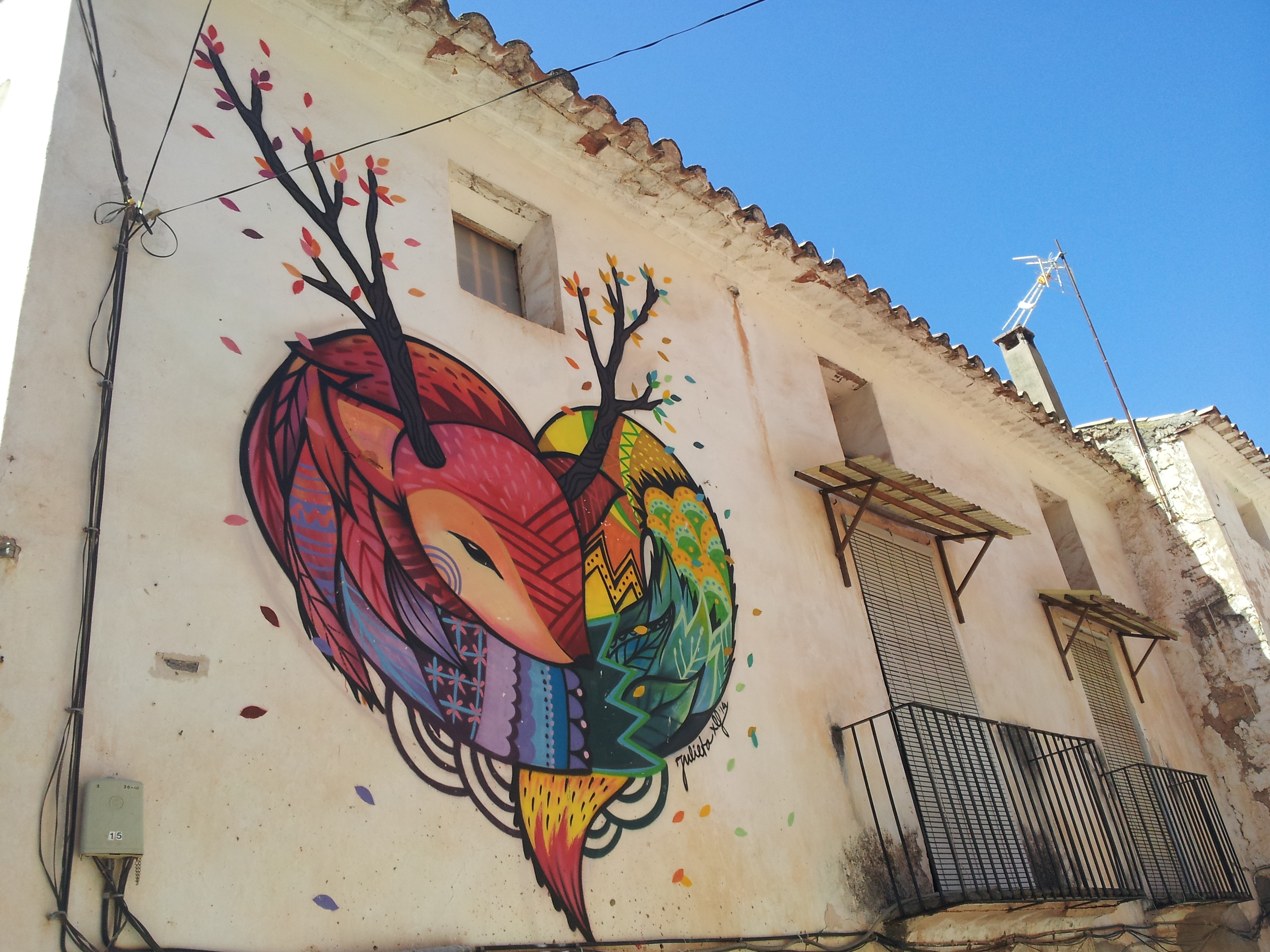
Julieta XLF
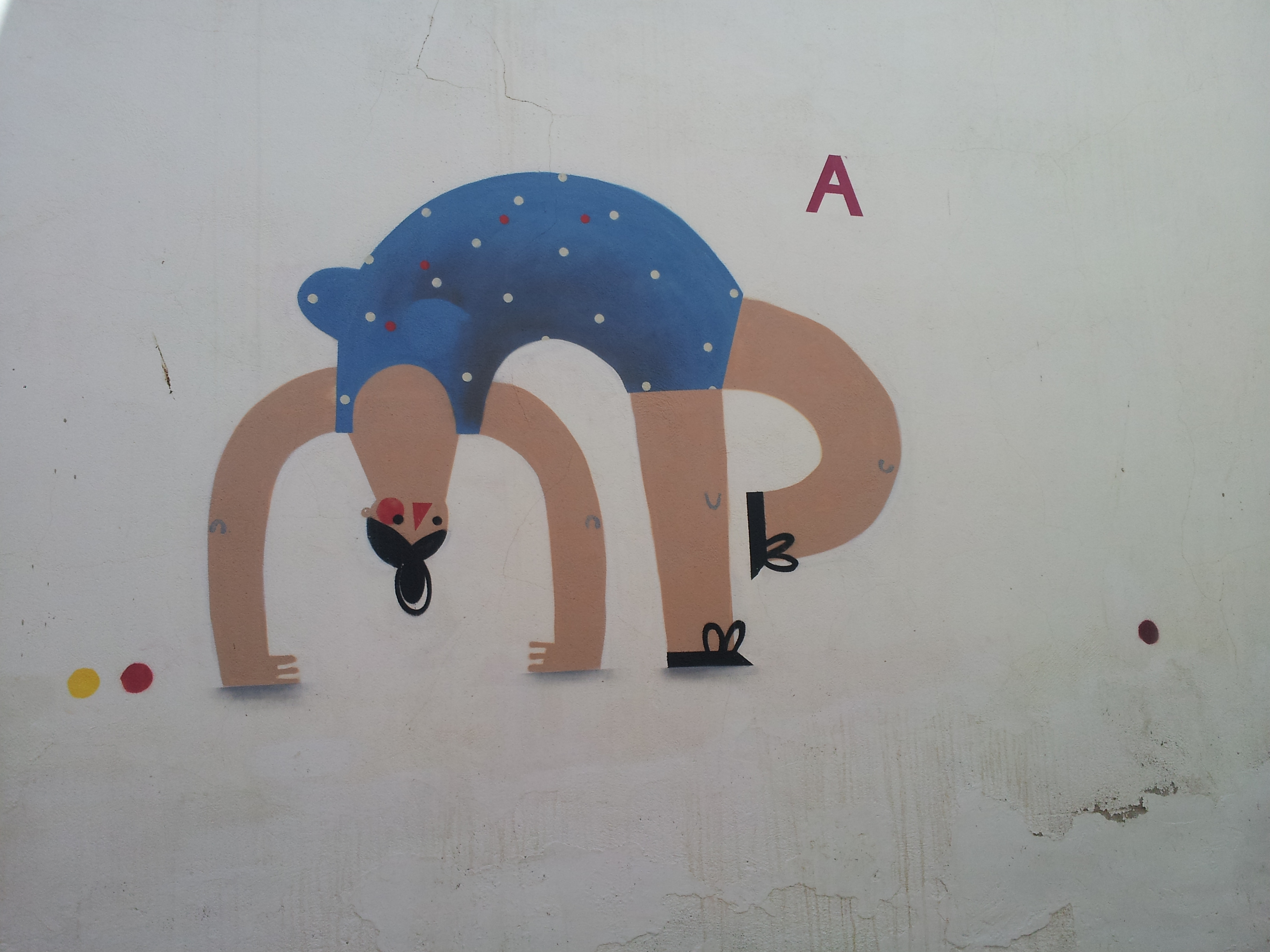
Susie Hammer
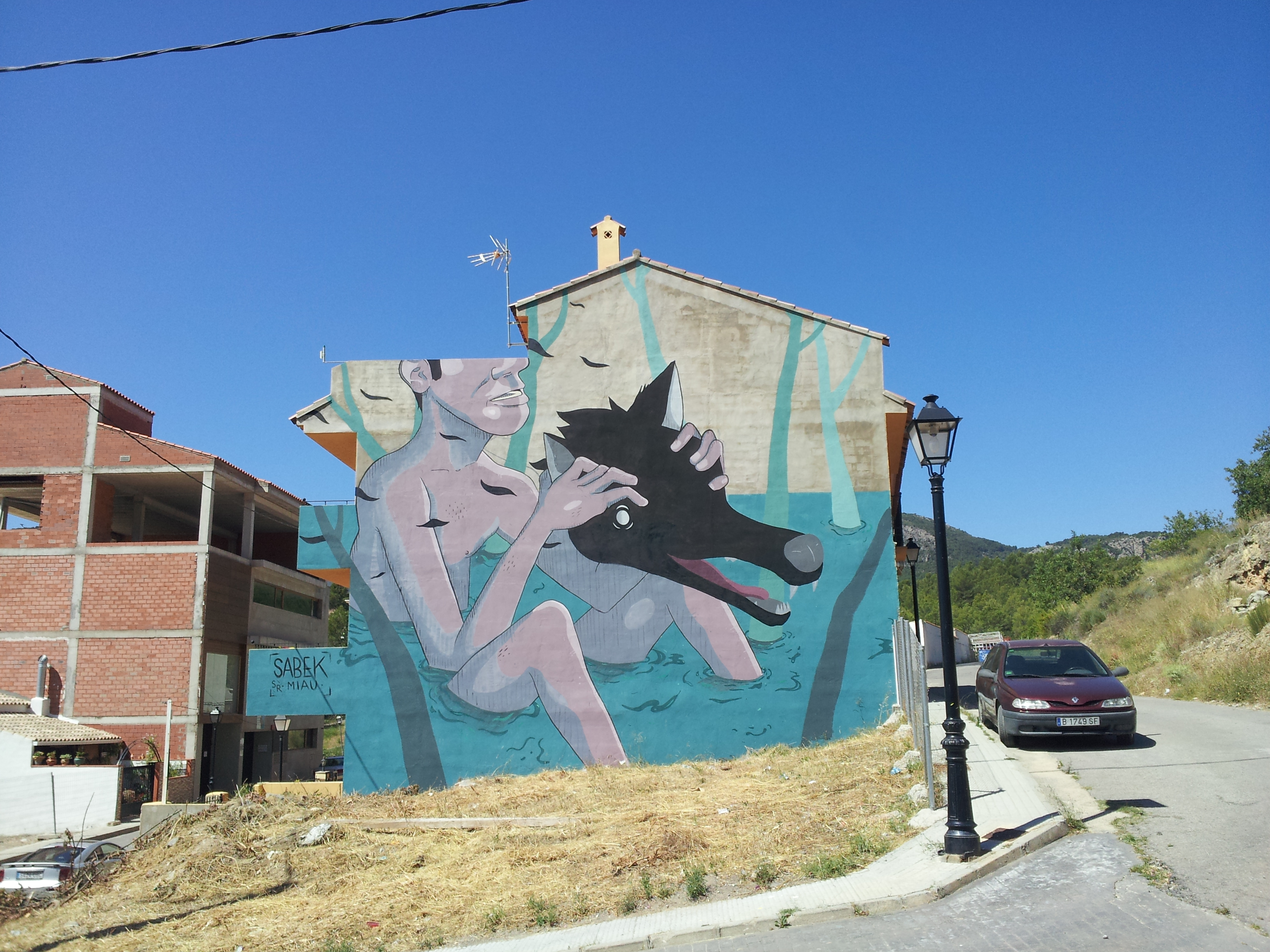
Sabek
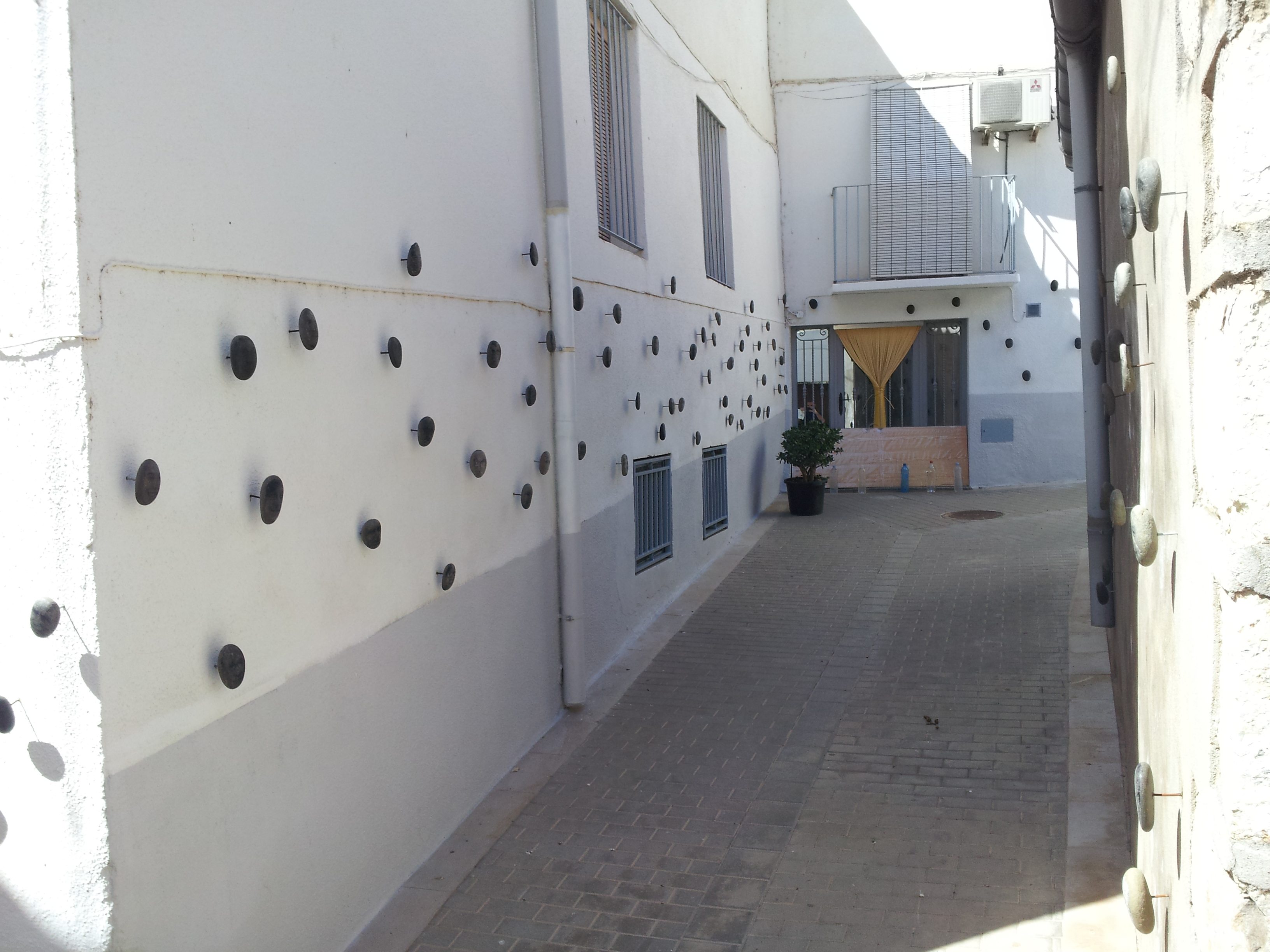
En esta obra, cada pedra te gravada la cara d'un veí de la localitat.
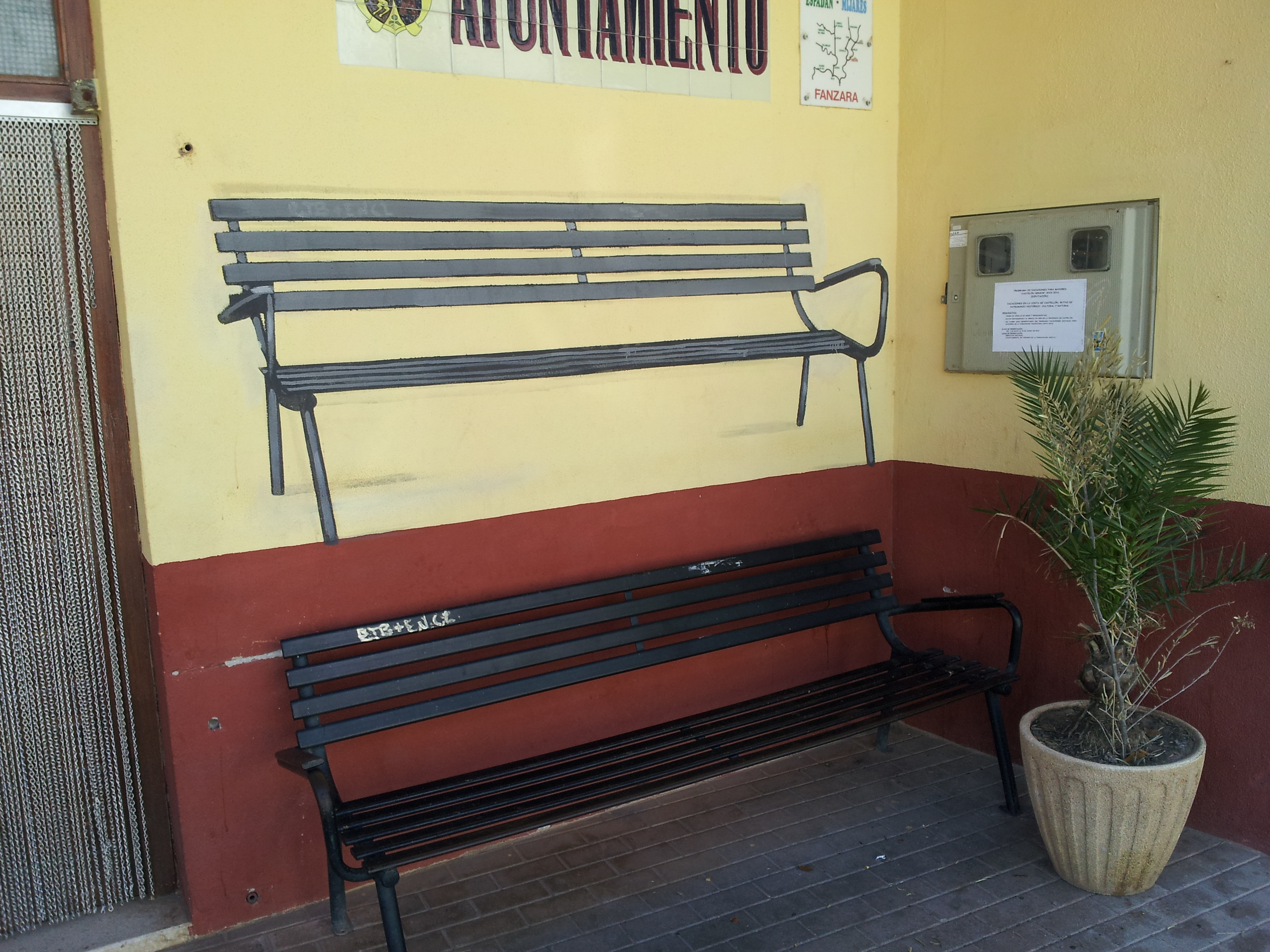
Ajuntament de Fanzara, amb una intervenció d'Escif.